# Jean Grancolas
Jean Grancolas fue un sabio y laborioso doctor de la Sorbona. 
Nació en París y emprendió sus estudios en la misma ciudad. Habiendo abrazado el estado eclesiástico, siguió el curso de teología y se graduó como doctor en 1685 y después fue nombrado capellán del hermano de Luis XIV, empleo que conservó hasta la muerte de este príncipe. Grancolas era de carácter austero y se observaba en sus costumbres una cierta rudeza que alejaba de su lado aun a sus mismos compañeros. En los exámenes de teología y en otras pruebas impuestas para poder obtener el grado en esta facultad demostraba una severidad que inspiraba terror a los aspirantes. Por otra parte, era muy virtuoso y por lo mismo enemigo declarado de las nuevas doctrinas que tanto agitaban en su tiempo a la Iglesia, circunstancias que en parte suplían las calidades amables que le había rehusado la naturaleza, pudiéndose decir que hizo honor a la Sorbona por su erudición y que sirvió útilmente a la religión con sus escritos. Se había dedicado particularmente al estudio de las antigüedades eclesiásticas y de las liturgias y ha dejado sobre esta materia varias obras de gran mérito. Se dice que hablaba latín perfectamente y que se explicaba con mucha facilidad en las asambleas de la Sorbona, pero que había puesto muy poco cuidado en su idioma natal, y así es que si las obras que ha publicado en francés son recomendables por la profundidad de sus ideas, el estilo no merece ser elogiado y aun sería de desear que estuvieren escritas con más orden y mejor método. 
Granolas murió capellán de San Benito en 1732 de una edad muy avanzada. 

## Obra
Compuso muchísimas obras y las mejores son: 
- Tratado de la antigüedad de las ceremonias de los sacramentos, París, 1692
- El quietismo contrario a la doctrina de los sacramentos, París, 1695, en 12, donde se encuentra una historia de la vida de Molinos, de su doctrina, de la pena que se le impuso con otras particularidades muy curiosas relativas a su persona. Grancolas refuta los errores do este sacerdote y hace ver que son contrarios a la Santa Escritura.
- La ciencia de los confesores o el modo de administrar el sacramento de la penitencia, París, 1696.
- La antigua disciplina eclesiástica sobre la confesión y sobre las prácticas más importantes de la penitencia, París, 1697.
- El antiguo penitenciario de la iglesia o las penitencias que en otro tiempo se imponían por cada pecado, y los deberes de todos los estados prescritos por los santos Padres y los concilios, París, 1698.
- Ejercicio del cristiano, etc. sacado de ta santa Escritura, París, 1797.
- Tratado de las liturgias ó el modo como se ha dicho la misa en cada siglo en tas iglesias de oriente y de occidente, París, 1697.
- Antiguo sacramentario de la Iglesia donde se hallan todas las prácticas que se observaban en la administración de los sacramentos entre los griegos y latinos, París, 1698 y 1699. Dupiu da de estas dos obras, las más importantes de Grancolas, un amplio y exacto análisis: ha sido preciso para componerlas que este teólogo consultase los PP., los cánones de los concilios, los diversos libros de la liturgia, los autores eclesiásticos y una infinidad de monumentos de todos los siglos.
- Crítica compendiada de los autores eclesiásticos, París, 1716, dos tomos en 12, buena obra, traducida e impresa en latín en Venecia, 1734. Es una bibliografía de los PP. y de los principales escritores eclesiásticos por orden cronológico, con la lista de sus obras auténticas y la indicación fundada de las que se les han atribuido falsamente.
- Comentario histórico del breviario romano.
- Un tratado de moral en forma de conferencias, dos tomos en 12.
- Una traducción de la Imitación de Jesucristo. En la disertación que ocupa diecisiete páginas el autor discute con sagacidad las diversas opiniones de sus predecesores y parece se decide por la que atribuye la Imitación al franciscano Hubertinio Casal. Por fin Grancolas compuso otras varias obras basta el número de veintiuna, que todas tratan de las mismas materias que las antecedentes.